# De verzoening tussen Esau en Jacob
De verzoening van Esau en Jacob is een religieus schilderij gemaakt door Peter Paul Rubens rond 1625-1628. Het bevindt zich in de Staatsgalerie Schleißheim in Beieren. 

## Voorstelling
Genesis 27-28 vertelt hoe Jacob het geboorterecht ontfutselde van zijn tweelingbroer Esau en hoe de twee zich na een vete verzoenden. Het schilderij toont Jacob (in het blauw) die zich met smekende blik neerwerpt voor Esau en diens arm grijpt. Hij houdt de linkerhand op het hart als om vergeving te vragen. De struise Esau (in het rood en in wapenuitrusting) opent emotioneel de armen voor zijn broer. Waar Jacob een gevolg leidt van herders (te zien aan de runderen, kamelen, geiten en schapen), staat Esau aan het hoofd van een gewapende macht (soldaten en een paard). De vrouwen, kinderen en bedienden in Jacobs gevolg kunnen slechts hopen dat de broers zich daadwerkelijk verzoenen. 
Tijdens de creatie van het schilderij stonden katholiek en protestants Europa gewapend tegenover elkaar in de Tachtigjarige Oorlog en in de Dertigjarige Oorlog. Het bijbelse thema van Jacob en Esau stond symbool voor de hoop op een haast onmogelijke verzoening.

## Geschiedenis
Een exacte datum van creatie is niet bekend, maar dankzij Pacheco weten we zeker dat het schilderij behoorde tot de acht die Rubens in 1628 met zich meenam naar het hof van Madrid. Koning Filips IV van Spanje had deze schilderijen besteld door tussenkomst van aartshertogin Isabella. Er is een modello uit 1624 bewaard in de National Gallery of Scotland. Een getekende schets uit 1616-1618 in het prentenkabinet van de Staatliche Museen zu Berlin toont dat Rubens al eerder met het thema bezig was. De tekening wijkt enigszins af van het schilderij en wordt beschouwd als een ricordo.
De verzoening van Esau en Jacob kreeg een plaats in de nieuwe zaal (salón nuevo) van het Koninklijk Alcázar van Madrid. Ook bij de herinrichting tot spiegelzaal door Diego Velázquez in 1652-1659, behield het doek zijn ereplaats boven de centrale deur van de noordmuur. Pas in de laatste levensjaren van koning Karel II van Spanje werd het verwijderd voor een ruiterportret van deze vorst door Luca Giordano. Door toedoen van koningin Maria Anna werd de Rubens geschonken aan haar broer, keurvorst Johan Willem van de Palts, voor diens befaamde kunstgalerij in Düsseldorf ().

## Verwante werken
Willem van Haecht beeldde het schilderij af op zijn Interieur van een kunstverzameling met Jozef en de vrouw van Potifar. Abraham Willemsen maakte een kopie die in de Britse Wolverhampton Art Gallery terechtkwam.

## Voetnoten
1. ↑  Malachi Haim Hacohen, Jacob & Esau. Jewish European History Between Nation and Empire, 2019, p. 159
2. ↑  Max Rooses, Rubens' leven en werken, 1903, p. 454
3. ↑  Die Begegnung Jacob und Esaus, SMB (bezocht 25 november 2025)
4. ↑  Roger d'Hulst en Marc Vandenven, Rubens. The Old Testament, 1989, nr. 15,  p. 66
5. ↑  Julia Vázquez, Velázquez, Painter & Curator, 2024, p. 231. DOI:10.1163/9789004690073_009
6. ↑  The Meeting of Jacob and Esau, VADS (bezocht 24 november 2024)